# Lista de membros da Royal Society eleitos em 1950
Esta página lista Membros da Royal Society (FRS) eleitos em 1950.

## Fellows
1. Boris Babkin[2]
2. Leslie Fleetwood Bates[3]
3. Thomas Archibald Bennet-Clark[4]
4. Brebis Bleaney[5]
5. Leslie Comrie[6]
6. Charles Coulson[7]
7. Leslie Reginald Cox[7]
8. Harold Scott MacDonald Coxeter[8]
9. Gordon Herriot Cunningham[9]
10. William Joseph Elford[10]
11. Sidney Barrington Gates[11]
12. Cecil Hoare[12]
13. Leslie Howarth[13]
14. Sir Ewart Jones[14]
15. Archer John Porter Martin[15]
16. David Forbes Martyn[16]
17. Richard Alan Morton[17]
18. Richard Julius Pumphrey[18]
19. Allen Shenstone[19]
20. Henry Edward Shortt[20]
21. Carl Skottsberg[21]
22. Maurice Stacey[22]
23. Leslie Ernest Sutton[23]
24. Richard Laurence Millington Synge[24]
25. Sir Boris Uvarov[25]
26. Sir Frederic Calland Williams[26]

## Foreign Members
- Walter Sydney Adams[27]
- Carl Ferdinand Cori[28]
- Enrico Fermi[29]

## Estatuto 12
1. George Macaulay Trevelyan[30]